# 式守勘太夫 (7代)
7代 式守 勘太夫（ななだい しきもり かんだゆう　1924年10月16日-2002年9月30日）は大相撲の元三役格行司。三役格としての在位期間は1988年1月〜1989年9月。鏡山部屋→伊勢ヶ濱部屋所属。

## 人物
鳥取県境港市出身。本名は江川鶴夫。師匠は5代式守勘太夫（6代鏡山勘太夫）である。
1938年に式守鶴夫の名で初土俵。以後貢市、勘之助、更一郎と改名し、1954年3月に式守勘之助の名で十両格に昇格。1958年7月6代式守与之吉襲名。1961年11月に幕内格昇格。1967年5月に7代式守勘太夫襲名。幕内格昇格から27年後の1988年1月に三役格に昇格。三役格を11場所務め、1989年9月場所後停年。最後の裁きは前頭8枚目両国（現境川） - 同筆頭水戸泉（現錦戸）。
2002年9月30日逝去。77歳没。

## 評価
1972年に開始された行司抜擢制度の煽りを食った一人で、雑誌などの文献によると、木村筆之助とともに力量が劣っていたようで、22代木村庄之助と24代木村庄之助からも名指しで「まずいねえ」と言われている。
そのため、幕内格筆頭まで進みながら8代式守錦太夫、14代木村庄太郎、6代木村庄二郎の3名に次々抜かれ、なかなか三役格に昇格できず、実に27年間も幕内格のまま据え置かれていた。
1987年10月、2代式守伊三郎の死去に伴い、翌1988年1月にようやく三役格に昇格、長年の苦労が報われた形となった。

## エピソード
- 1987年10月に三役格の2代式守伊三郎が死去。同年11月場所では4横綱4大関の豪華布陣となり、三役格が14代庄太郎と6代庄二郎の2人しかいなかったこともあり幕内格のままで大関の取組を裁いた（その日の大関最初の一番、6日目東大関小錦-東前頭2枚目板井戦[注 1]など）。彼が三役格に昇格したのは翌1988年1月であるが、場所前に横綱双羽黒が廃業。3横綱4大関の布陣となったため、三役格では大関の取組を裁くことなく停年を迎えた。
- 高見山（前頭4枚目）が初優勝を決めた一番を裁いたのは彼である（1972年7月場所千秋楽、同7枚目旭國戦）。

## 履歴
- 1938年夏　初土俵　式守鶴夫
- 1947年6月　式守貢市に改名
- 1949年10月　式守勘之助に改名
- 1954年3月　十両格昇格
- 1956年1月　式守更一郎に改名
- 1958年7月　6代式守与之吉襲名
- 1961年11月　幕内格昇格
- 1967年5月　7代式守勘太夫襲名
- 1988年1月　三役格昇格
- 1989年10月24日　停年退職